# Campeonato Brasileiro de Voleibol Masculino de 1986
O Campeonato Brasileiro de Voleibol de 1986, foi a nona edição da competição na variante masculina com esta nomenclatura, cujo torneio realizado entre 1986 a 31 de janeiro de 1987 por equipes representando seis estados.

## Participantes
Banespa, São Paulo/SP

 Bradesco, Rio de Janeiro/RJ

 Sadia, Concórdia/SC

 Chapecó, Chapecó/SC

 Cristalino, Curitiba/PR

 Frangosul, Montenegro/RS

 Minas, Belo Horizonte/MG

 Pirelli, São Paulo/SP

## Final
| 31 de janeiro de 1987 | Fiat/Minas | 3 — 0             | Bradesco/Atlântica | Ginásio do Ibirapuera, São Paulo |
| 31 de janeiro de 1987 | 16 15      | Set 1 Set 2 Set 3 | 14 10              | Ginásio do Ibirapuera, São Paulo |